# منصفانه نیست
«منصفانه نیست» (به انگلیسی: Not Fair) ترانه‌ای از لی‌لی آلن و یکی از قطعه‌های دومین آلبوم استودیویی او با نام این من نیستم، این تویی است که در سال ۲۰۰۹ منتشر شد. این ترانه که توسط آلن و گرگ کرستین نوشته شده به‌عنوان دومین تک آهنگ از آن آلبوم در ۲۰ مارس ۲۰۰۹ و توسط ریگال رکوردینگز روانهٔ بازار شد. موسیقی قطعهٔ «منصفانه نیست» کانتری است و شعر آن ناکامی جنسی را روایت می‌کند.
منتقدان واکنش‌های متفاوتی به این آهنگ و مضمون آن داشتند. تک‌آهنگ «منصفانه نیست» در زمان انتشارش وارد ۲۰ جدول پروفروش‌های برخی کشورهای اروپایی و استرالیا شد و پس از «Fuck You» دومین ترانهٔ آلن شد که به جمع پنج ترانهٔ برتر جدول تک‌آهنگ‌های بریتانیا راه می‌یافت.
موزیک ویدیوی «منصفانه نیست» فضای کانتری دارد و در آن آلن دیده می‌شود که در کنار میکروفون می‌رقصد در حالی که خواننده‌های هم‌خوان با لباس دختران گاوچران و تعدادی مرغ و یک گاو در اطرافش هستند. این ویدیو در همان روز انتشار تک آهنگ ضبط شده‌است. «منصفانه نیست» در رخدادهای مختلف از جمله تور کنسرت آلن در سال ۲۰۰۹ به صورت زنده اجرا شده‌است.

## محتوا
«منصفانه نیست» روایتگر داستانی از ناامیدی جنسی و بی‌کفایتی افراد در اتاق خواب است. این آهنگ نگاهی به عشق و رابطه جنسی دارد با تمام جزئیات تلخش از دید زنی جوان که زیر بار هیچ مزخرفی نمی‌رود. اَلن در این قطعه راجع به ناکارایی [تنبلی] جنسی دوست پسر بی عیب و نقصش صحبت می‌کند همراه با اشعاری در مورد انجام سَرسَری و ملال‌آور عمل قضیب‌لیسی.

## نظر منتقدان
لوسی دیویس موسیقی‌نویس بی‌بی‌سی «منصفانه نیست» را «شبه کانتری» لقب داده و از آن با عنوان «روی زشت آلبوم این من نیستم» یاد کرده‌است.
گری مالهالند در گاردین از «منصفانه نیست» تمجید کرده و نوشته که گرگ کورستین در این قطعه موسیقی «الکترو بلوگرس» را ابداع کرده‌است.
جادی روزن از رولینگ استون موسیقی «منصفانه نیست» را «سینث پاپِ وسترن اسپاگتی شده» نام داده و شعر آن را ستوده‌است. به باور او زیر اشعار زنندهٔ ترانه اندوهی پنهان است: اَلن برای معشوق بی‌نوای خود ناراحت است زیرا واقعاً عاشق آن پسر است.

## موقعیت در جدول‌های فروش موسیقی
| چارت (۲۰۰۹)               | بالاترین جایگاه |
| ------------------------- | --------------- |
| جدول‌های ای‌آرآی‌ای استرالیا | ۳               |
| او۳ تاپ ۴۰ اتریش          | ۶               |
| اولتراتاپ (فلاندرز)       | ۱۵              |
| اولتراتاپ (والونیا)       | ۱۲              |
| جدول پخش چک               | ۱               |
| ۱۰۰ تک‌آهنگ داغ اروپا      | ۱۲              |
| هیت‌لیسن دانمارک           | ۳۴              |
| ۴۰ آهنگ برتر هلند         | ۴               |
| جدول تک‌آهنگ‌های آلمان      | ۱۲              |
| جدول تک‌آهنگ‌های ایرلند     | ۳               |
| جدول تک‌آهنگ‌های اسرائیل    | 1               |
| جدول تک‌آهنگ‌های ایتالیا    | ۴               |
| جدول تک‌آهنگ‌های نیوزیلند   | ۲۰              |
| جدول پخش اسلواک           | ۱               |
| فهرست برترین‌های سوئد      | ۲۶              |
| جدول موسیقی سوئیس         | ۶               |
| آفیشال چارتس بریتانیا     | ۵               |

| منطقه                                                                       | گواهی    | واحد گواهی‌شده/فروش |
| --------------------------------------------------------------------------- | -------- | ------------------ |
| استرالیا (آی‌اف‌پی‌آی استرالیا)                                                | Platinum | ۷۰٬۰۰۰^            |
| سوئیس (آی‌اف‌پی‌آی سوئیس)                                                      | Gold     | ۱۵٬۰۰۰^            |
| بریتانیا (بی‌پی‌آی)                                                           | Platinum | ۶۰۰٬۰۰۰            |
| ^ رقم توزیع تنها بر پایهٔ گواهی‌ها. · رقم فروش+پخش جاری تنها بر پایهٔ گواهی‌ها. |          |                    |

| چارت (۲۰۰۹)               | جایگاه |
| ------------------------- | ------ |
| جدول‌های ای‌آرآی‌ای استرالیا | ۲۰     |
| او۳ تاپ ۴۰ اتریش          | ۲۳     |
| ۴۰ آهنگ برتر هلند         | ۳۰     |
| آی‌اف‌پی‌آی آلمان            | ۳۴     |
| جدول تک‌آهنگ‌های ایتالیا    | ۲۹     |
| جدول موسیقی سوئیس         | ۲۲     |
| آفیشال چارتس بریتانیا     | ۳۲     |